# فاح
فاح قرية سوريّة تتبع إداريّاً لمحافظة حلب منطقة جبل سمعان ناحية حريتان، بلغ تعداد سكانها 2,708 نسمة حسب التعداد السكاني لعام 2004.